# 那提・迦葉
那提・迦葉（なだい・かしょう、Nadi-Kassapa、ナディー・カッサパ）は釈迦の弟子の一人。三迦葉の次男。那提（ナディー）は河川と訳すが、マガダ国のガヤー（迦耶）城付近を流れるナイランジャナー河の下流に住んでいたためこの名がある。
彼も兄のウルヴェーラ・カッサパと同様、バラモンであり火の神アグニを信仰する事火外道で、数百人あるいは250人もの弟子がいたといわれる。兄ウルヴェーラが釈迦に帰依し、河の上流から剃髪した髪の毛などを棄てたが、ナディーはそれを見て兄のもとに駆けつけ、自らも弟子の意志を確かめて共に弟子となった。